# Victor Cherbuliez
Victor Cherbuliez   (Ginebra, 19 de juliol de 1829 - Combs-la-Ville, 2 de juliol de 1899) va ser un novel·lista, crític i periodista suís en llengua francesa.
Va escriure una gran quantitat de novel·les mesclant l'arqueologia i la intriga, amb una forta component psicològica, així com diversos assajos. Va ocupar un seient a l'Acadèmia Francesa

## Obres

### Novel·les
- À propos d'un cheval (1980)
- Kostia (1863)
- Le roman d'une honnête femme (1864)
- L'aventure de Ladislas Bolski (1869)

### Assaig
- Profils étrangers (1889)
- Espagne politique (1874)